# Championnat de Jordanie de football 2008-2009
Navigation
Saison précédente Saison suivante
La saison 2008-2009 du Championnat de Jordanie de football est la cinquante-neuvième édition du championnat de première division en Jordanie.
La compétition est disputée sous forme de poule unique où les dix meilleurs clubs du pays s'affrontent deux fois au cours de la saison, à domicile et à l'extérieur. En fin de saison, pour permettre le passage du championnat de 10 à 12 clubs, seul le dernier du classement est relégué et remplacé par les trois meilleurs clubs de deuxième division.
C'est le club d'Al-Weehdat Club, double tenant du titre, qui remporte à nouveau la compétition après avoir terminé en tête du classement final, avec deux points d'avance sur Shabab Al-Ordon Club et quatre sur Al Faisaly Club. C'est le onzième titre de champion de Jordanie de l'histoire du club, qui réussit même le doublé en s'imposant en finale de la Coupe de Jordanie face à Shabab Al-Ordon.

## Les clubs participants
| - Al-Weehdat Club - Al Yarmouk Amman - Promu de D2 - Al Hussein Irbid - Shabab Al-Ordon Club - Al Jazira Amman | - Al Ittihad Al Ramtha - Promu de D2 - Al-Faisaly Club - Al Buqa'a - Al Arabi Irbid - Shabab Al Hussein |

## Compétition
Le barème utilisé pour établir le classement est le suivant :
- Victoire : 3 points
- Match nul : 1 point
- Défaite : 0 point

### Classement
| Rang | Équipe                | Pts | J  | G  | N | P  | Bp | Bc | Diff |
| ---- | --------------------- | --- | -- | -- | - | -- | -- | -- | ---- |
| 1    | Al-Weehdat Club'T'C   | 43  | 18 | 13 | 4 | 1  | 43 | 9  | +34  |
| 2    | Shabab Al-Ordon Club  | 41  | 18 | 13 | 2 | 3  | 37 | 16 | +21  |
| 3    | Al Faisaly Club       | 39  | 18 | 11 | 6 | 1  | 34 | 13 | +21  |
| 4    | Al Jazira Amman       | 30  | 18 | 9  | 3 | 6  | 33 | 28 | +5   |
| 5    | Al Buqa'a             | 26  | 18 | 7  | 5 | 6  | 23 | 23 | 0    |
| 6    | Al Arabi Irbid        | 18  | 18 | 4  | 6 | 8  | 16 | 26 | -10  |
| 7    | Al Hussein Irbid      | 16  | 18 | 5  | 1 | 12 | 13 | 27 | -14  |
| 8    | Al Ittihad Al RamthaP | 16  | 18 | 4  | 4 | 10 | 16 | 34 | -18  |
| 9    | Al Yarmouk AmmanP     | 14  | 18 | 4  | 2 | 12 | 13 | 31 | -18  |
| 10   | Shabab Al-Hussein     | 10  | 18 | 3  | 1 | 14 | 15 | 36 | -21  |

|  | Qualification pour la Coupe de l'AFC 2010                                                |
|  | Relégation directe en deuxième division                                                  |
|  | T : Tenant du titre C : Vainqueur de la Coupe de Jordanie P : Promu de deuxième division |

## Bilan de la saison
| Championnat de Jordanie de football 2008-2009 |                             |
| Champion                                      | Al-Weehdat Club (11e titre) |
| Coupes et trophées                            |                             |
| Vainqueur de la Coupe de Jordanie 2008-2009   | Al-Weehdat Club             |
| Qualifications continentales                  |                             |
| Coupe de l'AFC 2010                           | Al-Weehdat Club             |
| Coupe de l'AFC 2010                           | Shabab Al-Ordon Club        |
| Promotions et relégations                     |                             |
| Promus en première division                   | Al Karmal                   |
| Promus en première division                   | Al-Ahli Amman               |
| Promus en première division                   | Kfarsoum SC                 |
| Relégués en deuxième division                 | Shabab Al Hussein           |